# Diopsina ferruginea
Diopsina ferruginea är en tvåvingeart som beskrevs av Charles Howard Curran 1928. Diopsina ferruginea ingår i släktet Diopsina och familjen Diopsidae. Inga underarter finns listade i Catalogue of Life.